# (128621) 2004 RD
(128621) 2004 RD — астероїд головного поясу, відкритий 2 вересня 2004 року.
Тіссеранів параметр щодо Юпітера — 3,233.